# Sphaeropauropus nepalensis
Sphaeropauropus nepalensis är en mångfotingart som beskrevs av Ulf Scheller 2000. Sphaeropauropus nepalensis ingår i släktet Sphaeropauropus och familjen Sphaeropauropodidae. Inga underarter finns listade i Catalogue of Life.